# Floyd Henry Allport
Floyd Henry Allport (ur. 22 sierpnia 1890 w Milwaukee, zm. 15 października 1979 w Los Altos) – amerykański psycholog, twórca eksperymentalnej psychologii społecznej.

## Badania
Jego zainteresowania badawcze były skupione na zjawiskach: opinii publicznej, postaw moralnych, plotek i ludzkiego zachowania. Jest prekursorem metodologii ankietowej i eksperymentalnej eksplorującej te zjawiska.

## Życiorys
Allport urodził się 22 sierpnia 1890 r. w Milwaukee w stanie Wisconsin. Był drugim z czterech synów Johna Edwarda Allporta, drobnego biznesmena i wiejskiego lekarza, oraz Nellie Edith Wise, byłej nauczycielki, którą jej syn określił jako dość pobożną kobietę. Jego trzej bracia Fayette W., Harold E. i Gordon W. Allport również byli psychologami.
W dzieciństwie rodzina przeniosła się do stanu Indiana, następnie do Ohio, gdzie ukończył Glenville High School. Po ukończeniu szkoły średniej przeniósł się do Cambridge, by uczęszczać na Uniwersytet Harvarda. W 1913 r. otrzymał tytuł magistra psychologii, a w 1919 r. doktorat pod kierunkiem Edwinsa B. Holta (uczeń Williama Jamesa) i Hugo Münsterberga. Od października 1917 do czerwca 1918 r. służył jako porucznik w armii Sił Ekspedycyjnych Stanów Zjednoczonych podczas I Wojny Światowej. Krótko przed wyjazdem swojej jednostki artylerii polowej do Francji, na początku października 1917 r., Allport poślubił Ethel Margaret Hudson, pielęgniarkę. Allport miał z nią troje dzieci: Edwarda Herberta, Dorotę Fay i Floyda Henry’ego Jr.